# Pouzolzia bennettiana
Pouzolzia bennettiana är en nässelväxtart som beskrevs av Robert Wight. Pouzolzia bennettiana ingår i släktet Pouzolzia och familjen nässelväxter. Inga underarter finns listade i Catalogue of Life.